# 城巴788線
城巴788線是香港島一條特快巴士路線，來往小西灣（藍灣半島）及中環（港澳碼頭）。

## 簡介及歷史
788線於1993年8月2日由中巴開辦，早期來往小西灣邨及中環永和街，只於平日早上提供往中環及黃昏往小西灣的服務。雖然當時本線的總站跟780線相同，但本線卻取道杏花邨一段東區走廊及永泰道，不經柴灣道大斜路及漁灣邨，行車時間比780線短，因此深受乘客歡迎，早上小西灣總站經常有「打蛇餅」的情況出現。後來增設早上往小西灣及黃昏往中環的服務，方便到柴灣東工業區上班的民眾。
1998年9月1日中巴喪失專營權，改由城巴接辦及提供全空調服務，1998年10月19日提升至每天全日服務，中環總站遷往港澳碼頭，2001年7月22日起遷往藍灣半島巴士總站。提升至全日服務後，原有780線的乘客進一步流向本線，令本線的客量繼續上升，最終780線於2004年5月31日縮短至柴灣東總站，小西灣往返中環的服務就由本線獨力承擔。
早期本線往中環方向，需在金鐘停站，後來為縮短行車時間，於平日早上至黃昏分拆出一條789線，專門服務金鐘的乘客，788線在789線服務時段內不停金鐘。這營運方式後來被新巴套用到720線上，照版煮碗地分拆出一條720A線服務金鐘。後來789線提升至每天全日服務，788線便只於每日清晨往中環的班次才在金鐘停站。
本路線是由香港藝術發展局主辦的「動感藝廊2008」的巴士車身設計比賽得獎作品的指定展出路線，於2008年6月14日至12月13日期間於行走本路線上的巴士上展出。香港藝術發展局 - 動感藝廊2008 （页面存档备份，存于）
本路線於2009年3月9日起，部分用車開始測試城巴自動報站系統。
2017年12月15日：增設實時抵站時間查詢服務。
2019年10月8日起，星期一至六不停靠富景花園分站的時段縮短至08:15結束。

## 服務時間及班次
| 小西灣（藍灣半島）開 | 小西灣（藍灣半島）開 | 小西灣（藍灣半島）開 | 中環（港澳碼頭）開 | 中環（港澳碼頭）開 | 中環（港澳碼頭）開 |  |
| 日期                 | 服務時間             | 班次（分鐘）         | 日期               | 服務時間           | 班次（分鐘）       |  |
| -------------------- | -------------------- | -------------------- | ------------------ | ------------------ | ------------------ |  |
| 星期一至五           | 05:30-06:19          | 6-10                 | 星期一至五         | 06:10-06:40        | 10                 |  |
| 星期一至五           | 06:26-07:28          | 5-7                  | 星期一至五         | 06:40-08:52        | 3-9                |  |
| 星期一至五           | 07:33-08:14          | 4/5                  | 星期一至五         | 09:00-16:02        | 8-10               |  |
| 星期一至五           | 08:18-09:00          | 4/5                  | 星期一至五         | 16:02-20:12        | 3-8                |  |
| 星期一至五           | 09:00-18:19          | 4-10                 | 星期一至五         | 20:12-23:00        | 12                 |  |
| 星期一至五           | 18:19-18:59          | 10                   | 星期一至五         | 23:00-00:30        | 15                 |  |
| 星期一至五           | 18:59-19:45          | 11/12                | 星期一至五         |                    |                    |  |
| 星期一至五           | 19:45-19:55          | 10                   | 星期一至五         |                    |                    |  |
| 星期一至五           | 19:55-21:55          | 12                   | 星期一至五         |                    |                    |  |
| 星期一至五           | 21:55-23:40          | 15                   | 星期一至五         |                    |                    |  |
| 星期六               | 05:30-06:24          | 8/10                 | 星期六             | 06:10-07:00        | 10                 |  |
| 星期六               | 06:32-07:24          | 7/8                  | 星期六             | 07:00-08:52        | 7/8                |  |
| 星期六               | 07:31-08:12          | 5-7                  | 星期六             | 09:00-14:45        | 8/9                |  |
| 星期六               | 08:17-08:57          | 5                    | 星期六             | 14:45-23:15        | 10                 |  |
| 星期六               | 09:02-14:05          | 5-9                  | 星期六             | 23:15-00:30        | 15                 |  |
| 星期六               | 14:05-22:55          | 10                   | 星期六             |                    |                    |  |
| 星期六               | 22:55-23:40          | 15                   | 星期六             |                    |                    |  |
| 星期日及公眾假期     | 05:30-06:20          | 10                   | 星期日及公眾假期   | 06:10-07:10        | 12                 |  |
| 星期日及公眾假期     | 06:30-09:55          | 9/10                 | 星期日及公眾假期   | 07:10-22:30        | 10                 |  |
| 星期日及公眾假期     | 09:55-22:35          | 10                   | 星期日及公眾假期   | 22:30-00:30        | 12                 |  |
| 星期日及公眾假期     | 22:35-23:40          | 13                   | 星期日及公眾假期   |                    |                    |  |

- 藍字班次不停富景花園，加停海富中心；紅字班次不停富景花園；淺藍字班次不停富景花園、曉翠街及舊灣仔警署；啡字班次不停曉翠街及舊灣仔警署；橙字班次加停海富中心；綠字班次不停灣仔碼頭

## 收費
全程：$8.1
- 舊灣仔警署往中環（港澳碼頭）：$4.4
- 過東區走廊後往小西灣（藍灣半島）：$4.0

| - 本線設有12歲以下小童及65歲或以上長者半價優惠。 - 65歲或以上香港居民使用「樂悠咭」，以及12歲以下合資格殘疾兒童使用「殘疾人士身份」個人八達通繳付車資，均可享有每程$2.0或半價（以較低者為準）的票價優惠；12至64歲合資格殘疾人士使用「殘疾人士身份」個人八達通（包括「樂悠咭」），以及60至64歲香港居民使用「樂悠咭」繳付車資，均可享有每程$2.0或全費（以較低者為準）的票價優惠。 - 65歲或以上長者如使用長者或一般個人八達通繳付車資，則只可享有半價優惠；12至64歲合資格殘疾人士如不使用「殘疾人士身份」個人八達通，以及60至64歲人士如不使用「樂悠咭」繳付車資，必須繳付全費。 - 乘客可以現金或八達通於上車時付款，不設找續。 - 每位成人乘客可免費攜帶最多兩名4歲以下而不佔座位的兒童乘客乘車，超額之4歲以下小童必須繳付小童車費乘車。 - 九龍巴士、城巴及龍運巴士全職員工及家屬（不包括外判職員）可免費乘搭本路線，惟必須拍職員或職員家屬八達通。 - 乘客亦可使用AlipayHK「易乘碼」、支付寶、WeChatHK／微信支付「搭車碼」、銀聯雲閃付「乘車碼」及BOC Pay「乘車碼」、具有感應式支付功能的VISA、Mastercard及銀聯卡，以及Apple Pay、Google Pay及Samsung Pay流動支付平台繳付車資。使用此支付方式的乘客可享有中途下車之分段收費，以及與其他城巴獨營路線或聯營線城巴班次之轉乘優惠，惟不適用於與非城巴路線之轉乘優惠。乘客亦不能享有「公共交通費用補貼計劃」及「長者及合資格殘疾人士公共交通票價優惠計劃」。 |

### 八達通轉乘優惠
乘客登上本線後指定時間內以同一張八達通卡轉乘以下路線，或從以下路線登車後指定時間內以同一張八達通卡轉乘本線，次程可獲車資折扣優惠：
788←→780，次程車資全免，轉乘時限為90分鐘
- 788往港澳碼頭 → 780往中環碼頭
- 780往柴灣（東） → 788往藍灣半島

788←→A11，兩程總車資$45
- 788往港澳碼頭 → A11往機場，轉乘時限為90分鐘
- A11往北角碼頭 → 788往藍灣半島，轉乘時限為120分鐘

788←→5X、18、18P或18X，兩程總車資$10.7
- 788往港澳碼頭 → 5X、18(P/X)往堅尼地城，轉乘時限為90分鐘
- 5X往銅鑼灣，18(P/X)往北角或筲箕灣 → 788往藍灣半島，轉乘時限為90分鐘

## 使用車輛
本線主要用車為Enviro 500 12米（81XX-8319）， Enviro 500 MMC 12米 (8320-8536), 而Enviro 500 MMC 12.8米 (63XX)亦不時行走本線。
全港首部瑞典斯堪尼亞K280UD 12米低地台雙層空調巴士樣版車（8900／PX3555），為城巴車隊中首輛使用EEV級別（即廢氣排放標準更高於歐盟5型）引擎的巴士，配上葡萄牙Salvador Caetano車身，於2011年7月14日於本路線首航。

## 行車路線

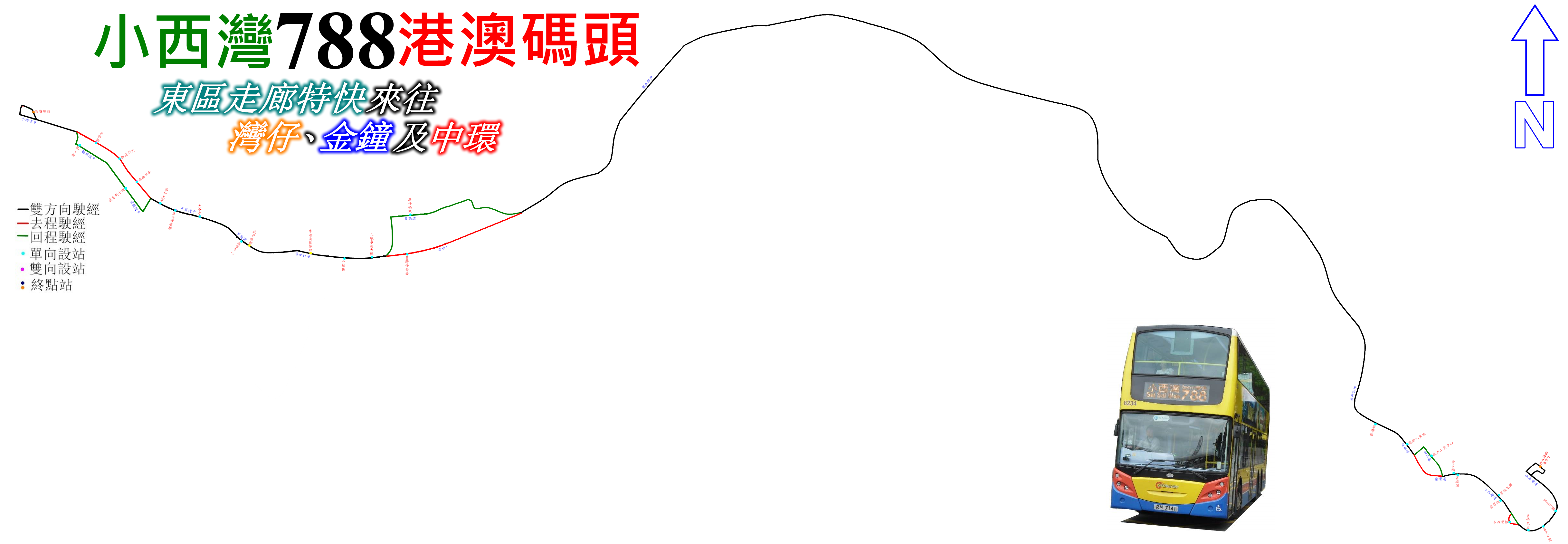
本線常規班次的走線圖

小西灣（藍灣半島）開經：（富欣道）小西灣道、小西灣邨巴士總站、小西灣道、柴灣道、永泰道天橋、永泰道、東區走廊、維園道、告士打道、夏愨道（紅棉路支路、琳寶徑、遮打街、昃臣道）、干諾道中及港澳碼頭通道。
逢星期一至六（公眾假期除外）08:15前由藍灣半島開出的班次將改經富欣道前往小西灣道
每日05:30-06:25由藍灣半島開出的班次抵夏慤道後將改經斜體字之路段
中環（港澳碼頭）開經：港澳碼頭通道、干諾道中、林士街、德輔道中、畢打街、干諾道中、夏愨道、告士打道、菲林明道、鴻興道、天橋、告士打道、維園道、東區走廊、永泰道、嘉業街、常安街、柴灣道及小西灣道。
逢星期一至六（公眾假期除外）09:00前由中環開出的班次不駛經斜體字之路段

### 沿線車站
| 小西灣（藍灣半島）開 | 小西灣（藍灣半島）開 | 小西灣（藍灣半島）開             | 中環（港澳碼頭）開 | 中環（港澳碼頭）開 | 中環（港澳碼頭）開               |
| 序號                 | 車站名稱             | 位置                             | 序號               | 車站名稱           | 位置                             |
| -------------------- | -------------------- | -------------------------------- | ------------------ | ------------------ | -------------------------------- |
| 1                    | 小西灣（藍灣半島）   | 小西灣（藍灣半島）公共運輸交匯處 | 1                  | 中環（港澳碼頭）   | 中環（港澳碼頭）巴士總站         |
| 2*                   | 富景花園             | 小西灣道                         | 2                  | 林士街             | 德輔道中                         |
| 3                    | 小西灣邨             | 小西灣邨巴士總站                 | 3                  | 德忌利士街         | 德輔道中                         |
| 4!                   | 曉翠街               | 小西灣道                         | 4                  | 怡和大廈           | 干諾道中                         |
| 5                    | 富城閣               | 柴灣道                           | 5                  | 大會堂             | 干諾道中                         |
| 6                    | 翠灣邨               | 永泰道                           | 6                  | 香港演藝學院       | 告士打道                         |
| 7!                   | 舊灣仔警署           | 告士打道                         | 7                  | 入境事務大樓       | 告士打道                         |
| 8                    | 分域街               | 告士打道                         | 8#                 | 灣仔碼頭           | 鴻興道                           |
| ^                    | 海富中心             | 夏慤道                           | 9                  | 柴灣工業城         | 永泰道                           |
| 9                    | 皇后像廣場           | 干諾道中                         | 10                 | 啟力工業中心       | 常安街                           |
| 10                   | 砵典乍街             | 干諾道中                         | 11                 | 常安街             | 柴灣道                           |
| 11                   | 租庇利街             | 干諾道中                         | 12                 | 富欣花園           | 小西灣道                         |
| 12                   | 永和街               | 干諾道中                         | 13                 | 富怡花園           | 小西灣道                         |
| 13                   | 中環（港澳碼頭）     | 中環（港澳碼頭）巴士總站         | 14                 | 富景花園           | 小西灣道                         |
|                      |                      |                                  | 15                 | 小西灣（藍灣半島） | 小西灣（藍灣半島）公共運輸交匯處 |

- 註：

1. 逢星期一至六（公眾假期除外）08:15前由小西灣開出的班次不停有 * 號之車站
2. 逢星期一至六（公眾假期除外）09:00前由中環開出的班次不停有 # 號之車站
3. 逢星期一至六（公眾假期除外）07:30-09:00由小西灣開出的班次不停有 ! 號之車站
4. 有 ^ 號之車站祇限每日05:30-06:25由小西灣開出的班次停靠

## 客量
此路線取道東區走廊直接往返小西灣及中環；加上亦有駛經柴灣東，同樣服務該處的780線須繞經柴灣道，行車時間冗長，故此路線除了吸引不少來往中西區的小西灣、柴灣東居民外，更有中西區及灣仔區居民選乘此路線前往柴灣東工廠區，繁忙時間來回客量高企，尾站乘客往往難以登車。

## 外部連結
- 城巴官方路線資料：788 （页面存档备份，存于）
- 城巴官方網站788線資料（PDF乳豬紙版） （页面存档备份，存于）
- 城巴788線詳細時間表 （页面存档备份，存于）
- i-busnet－港島區路線788線資料 （页面存档备份，存于）
- 681巴士總站－城巴788線 （页面存档备份，存于）
- 運輸署新聞公報：永泰道行車天橋星期日通車 （页面存档备份，存于）